# Loučka (Zlín)
Loučka é uma comuna checa localizada na região de Zlín, distrito de Zlín.